# Avram Moiseïevitch Razgon
Avram Moiseïevitch Razgon (en russe : Аврам Моисе́евич Разго́н́ ; 6 janvier 1920, Iartsevo - 3 février 1989, Moscou), était un historien russe et un éminent théoricien en muséologie. Habilité à diriger des recherches en 1974 (Doktor nauk), il fut professeur d’université à partir de 1986.

## Formation et carrière
Diplômé de l'Université d’État de Moscou (Lomonossov) en 1948, Avram Razgon a été l'étudiant de N. Rubinstein, historien russe renommé et spécialiste de l’historiographie de la Russie, dont il devint par la suite l'associé. Après avoir été responsable scientifique de l' Institut de recherche en muséologie de Moscou (1952-1962), il y occupa le poste de directeur adjoint du département des sciences (1962-1972). Il dirigea ensuite le service de muséologie (Museum Studies) du Musée de la Révolution de Moscou (1972-1974) puis le département de cartographie du Musée historique d'État (1974-1988). En 1984, il fonda le département de muséologie de l' Institut soviétique de formation du personnel de l’art et de la culture ("All-Union Institute of improvement of professionnal skills of workers of art and culture") et le dirigea jusqu'en 1989.
Avram Razgon enseignait par ailleurs la muséologie à la faculté d'histoire de l'université Lomonossov et au département de muséologie de l'Institut d’État historico-archivistique de Moscou. En 1986, il fut le premier universitaire d’URSS à obtenir le statut de professeur au Département de muséologie. Il fut en outre l'un des fondateurs du Comité international pour la muséologie de l'ICOM (ICOFOM), dont il a été vice-président (1977-1983). Il participa également à la rédaction d'un glossaire international de muséologie, le Dictionarium museologicum, publié en 1983 et réédité en 1986. En collaboration avec des muséologues d’Allemagne de l’Est (RDA), il mena par la suite un projet international pour écrire Museum Studies : Historical Museums. Ce texte, publié en 1988, demeura longtemps la principale référence en muséologie. 
Dans les dernières années de sa vie, Avram Razgon consacra beaucoup d’énergie à développer les fondements théoriques et méthodologiques de la formation des muséologues professionnels. À sa mort, le Musée historique d’État ainsi que d'autres institutions patrimoniales organisèrent un grand nombre de conférences pour rendre hommage à son travail et à ses idées, qui ont participé au développement de la muséologie pratique et théorique. 

## Travaux
Considéré aujourd'hui comme l'un des plus importants représentants de la muséologie de l'Est, Avram Razgon a signé plus d'une centaine d'articles scientifiques consacrés à l'histoire économique et à la muséologie. Ses recherches s’appuyèrent aussi bien sur des sources imprimées et archivistiques que sur des objets de musée. Il a consacré ses écrits à l'histoire des musées historiques, militaires, archéologiques et régionaux ainsi qu’à la protection des monuments historiques et culturels dans le contexte de l'histoire des sociétés et du développement du savoir scientifique. La synthèse de ses observations est présentée dans sa thèse, Musées d’histoire en Russie de 1861 à 1917. Soutenue en 1973, elle constitue un ouvrage majeur pour l’historiographie de la muséologie russe. Il a par ailleurs dirigé la rédaction d’un ouvrage collectif intitulé Essais sur l’histoire des musées en Russie et en URSS (1960-1971), dans lequel il a publié un texte à propos de l’état des monuments et des musées d’Histoire, du XVIIIe siècle à 1917.
À partir du milieu des années 1970, son intérêt s’est principalement porté sur l'histoire et la théorie de la muséologie. La muséologie présentait selon lui "les caractéristiques d'une discipline scientifique indépendante" qui étudie les processus de préservation de l’information sociale, une connaissance du monde et la transmission des connaissances et des émotions par le biais des objets de musées. Avram Razgon défendait la nécessité de consacrer des études spécifiques aux objets de musée, perçus comme des sources potentielles d’information. Il travailla également à déterminer la place de la muséologie par rapport aux autres sciences et domaines de connaissance, et à améliorer la terminologie muséologique. Le concept d’ « études des sources muséales » imaginé par Avram Razgon comme une sphère de connaissance autonome fut développée dans les écrits de Nina P. Finyagina (1930-2000) et de Natalia G. Samarina (1958-2011). Selon elles, la différence majeure entre “l’étude des sources muséales” et “l’étude des sources historiques” réside dans la force de l’information sémantique que porte un objet de musée.